# Hugo Kükelhaus Gesellschaft Soest
Der Verein Hugo Kükelhaus Gesellschaft Soest e.V. mit Sitz in Soest wurde 1993 gegründet. Neben der Aufbereitung und Aufbewahrung der Nachlässe von Hugo Kükelhaus und einigen eigener Publikationen bietet der Verein Studien- und Forschungsaufenthalte, sowie Ausstellungen und Kurse an. 

## Geschichte
Nach dem Tod von Hugo Kükelhaus 1984 überreichten seine Erben dem Stadtarchiv der Stadt Soest den umfangreichen Nachlass. Von 1988 bis 1992 wurde der Nachlass dort im Rahmen einer eigenen Arbeitsstelle Kükelhaus erschlossen und wird seit 1993 durch die Hugo Kükelhaus Gesellschaft in seinem ehemaligen Wohnhaus – heute Archiv und Museum – in Soest betreut. Ein weiterer Teil des Nachlasses wird durch die Hugo Kükelhaus Stiftung in der Schweiz in der Kulturmühle Lützelflüh aufbewahrt. 2008 wurde die Stiftung Kükelhaus Soest gegründet und als gemeinnützig anerkannt, wodurch auch die wissenschaftliche Betreuung sowie die Verbreitung entsprechender Publikationen ermöglicht werden.

## Bestände
- Schriftstellerische Werke: Manuskripte veröffentlichter und unveröffentlichter Bücher und Aufsätze (alphabetisch geordnet)
- Gestalterische Werke: Zeichnungen, Aquarelle, Drucke und Entwürfe
- Dokumente und Materialien: Zu seinem Leben und seinen Werken, Rezensionen und Zeitungsartikel
- Korrespondenzen: Briefe von ca. 350 Personen und Institutionen an Hugo Kügelhaus, u. a. mit Eduard Spranger und Hartmut von Hentig[2]
- Briefe: die von Kükelhaus verschickten Briefe, u. a. an Hubertus Schwartz
- Sammlungen: Privatsammlung an Manuskripte und Veröffentlichungen von Freunden und anderen Personen, künstlerische Werke anderer, Fotos, Zeitungs- und Zeitschriftenausschnittsammlung
- Teilnachlässe: Schriftstellerische Werke seines Vaters (er hieß ebenfalls Hugo Kükelhaus[3]) und seiner beiden Brüder, Heinz Kükelhaus und Hermann Kükelhaus, u. a. Heinz Kükelhaus: Kurzgeschichte Das Erbe.[4]
- Bibliothek: Seine private Bibliothek mit etwa 3000 Titeln
- Tonaufnahmen
- Bildaufnahmen: Fernsehaufnahmen, u. a. ein Interview
- Vorträge
- Möbel: u. a. Einrichtung seines ehemaligen Wohnhauses in Soest und aus der von Kükelhaus eingerichteten Werksbücherei der Firma Schmöle, Menden

## Publikationen
Herausgegeben durch die Hugo Kükelhaus Gesellschaft
- Münch, Jürgen: Hugo Kükelhaus und das Spielzeug Allbedeut. 1995, ISBN 3-9805003-0-6.
- Uta Joeressen, Jürgen Münch, Ferdinand Peck: Hugo Kükelhaus (1900–1984). Bibliographie. 1996, ISBN 3-9805003-1-4.
- Jürgen Münch: Hugo Kükelhaus in der Architektur, Bauen für die Sinne. 1998, ISBN 3-9805003-2-2.
- Kükelhaus, Hugo: Organismus und Technik. 2006, ISBN 3-87902-048-5.
- Das Wort des Johannes. Eine Theologie der Sinne. Hugo Kükelhaus Stiftung, 2009, ISBN 978-3-9523343-9-3.